# Emblyna suwanea
Emblyna suwanea är en spindelart som först beskrevs av Willis J. Gertsch 1946.  Emblyna suwanea ingår i släktet Emblyna och familjen kardarspindlar. Inga underarter finns listade i Catalogue of Life.